# Wattwurm (Wurst)

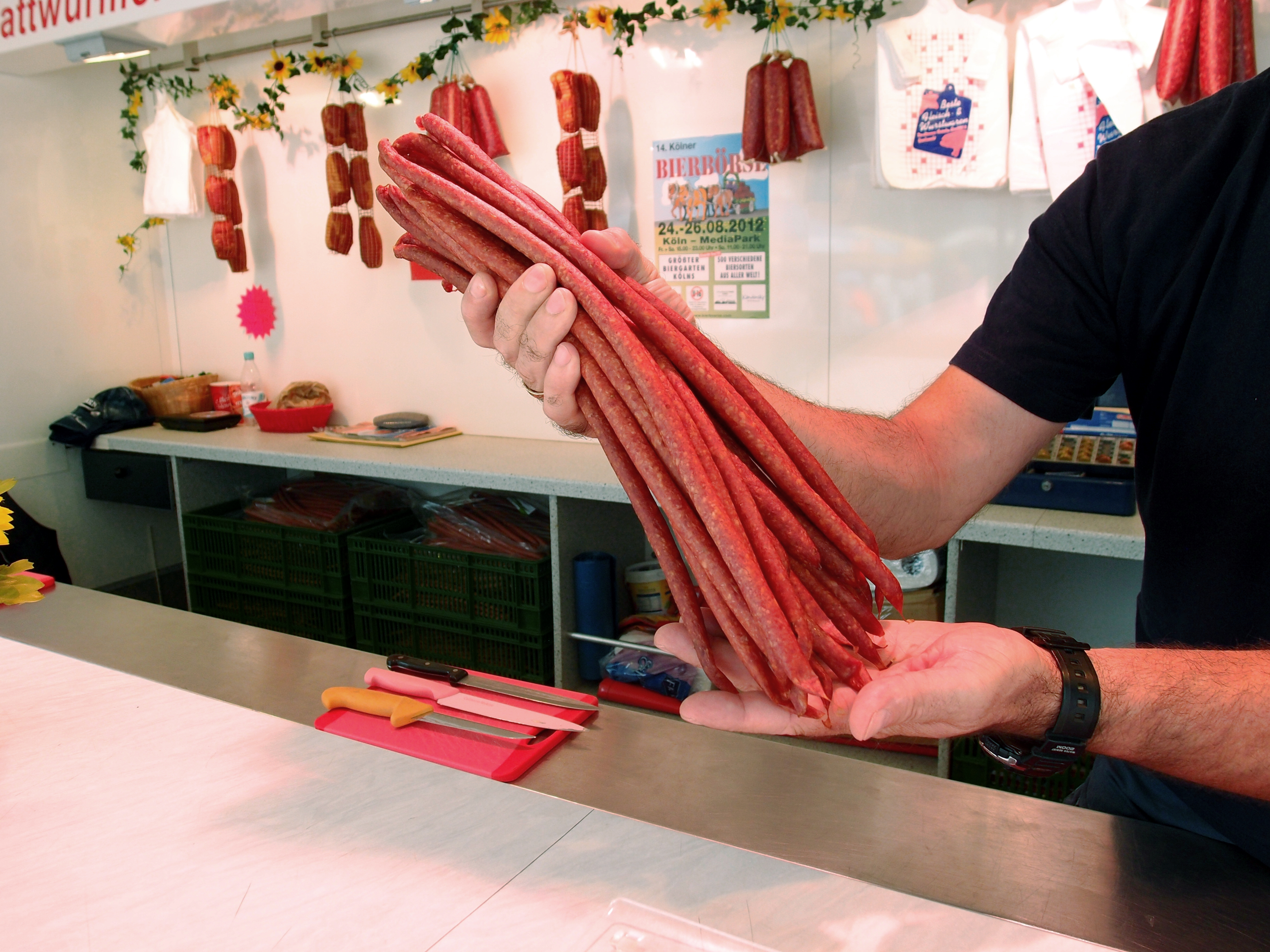
„Wattwürmer“

Als Wattwurm wird eine Wurstspezialität bezeichnet, die vor allem Norddeutschland bzw. der deutschen Nordseeküste zugeschrieben wird, aber auch in anderen Regionen Deutschlands bekannt ist. Es handelt sich um eine Rohwurst nach Art einer geräucherten Mettwurst. Die Würste sind jeweils etwa 40 bis 50 Zentimeter lang und etwa einen Zentimeter dick; sie werden meist paarweise zusammenhängend hergestellt und angeboten. Aufgrund des leicht rauchigen und etwas salzigen Geschmacks werden sie gerne als „Snack“ zum Bier verzehrt.

## Herkunft und Verbreitung
Diese geräucherte Wurst ist insbesondere im norddeutschen Raum beheimatet und wird dort von verschiedenen Wurstbetrieben unter dem Handelsnamen „Wattwurm“ hergestellt. So gilt der „Norderneyer Wattwurm“ zum Beispiel als „typisches Mitbringsel“ von der ostfriesischen Insel Norderney und gehört bei der dort ansässigen Fleischerei Deckena GmbH zu den meistverkauften Produkten.
Der 1996 von dem Edewechter Fleischwarenhersteller Karl-Georg Hobbie entwickelte Markenname „WATTWÜRMER“ wurde im Jahr 2000 als geschützte Wortmarke (Gemeinschaftsmarke) in das Register des Deutschen Patent- und Markenamtes eingetragen. Aber auch der 1893 gegründete Traditionsbetrieb Kraftsdorfer Fleischwaren GmbH in Thüringen hat diese Wurstsorte 2011 unter einer abgewandelten Bezeichnung zusammen mit einem Bildlogo als geschützte Wort-/Bildmarke beim Deutschen Patent- und Markenamt angemeldet.
Überregionale Bekanntheit haben die Wattwürmer insbesondere durch die heutige Karl Hobbie Fleischwarenfabrik in Edewecht erlangt, die diese Wurst unter der ebenfalls registrierten Marke „Wattwurm Dat Original“ auf Verbrauchermessen, Märkten, Marktschreierveranstaltungen und Bierbörsen im gesamten Bundesgebiet anbietet. Bei den Außenveranstaltungen werden mobile Wurstverkaufsstände eingesetzt.
Auf der internationalen Messe Grüne Woche in Berlin wird diese Wurstspezialität regelmäßig von verschiedenen Herstellern präsentiert. Die dort angebotenen „Wattwürmer“ finden teils Beachtung in den Medienberichten über die jährlich stattfindende Verbraucherschau.

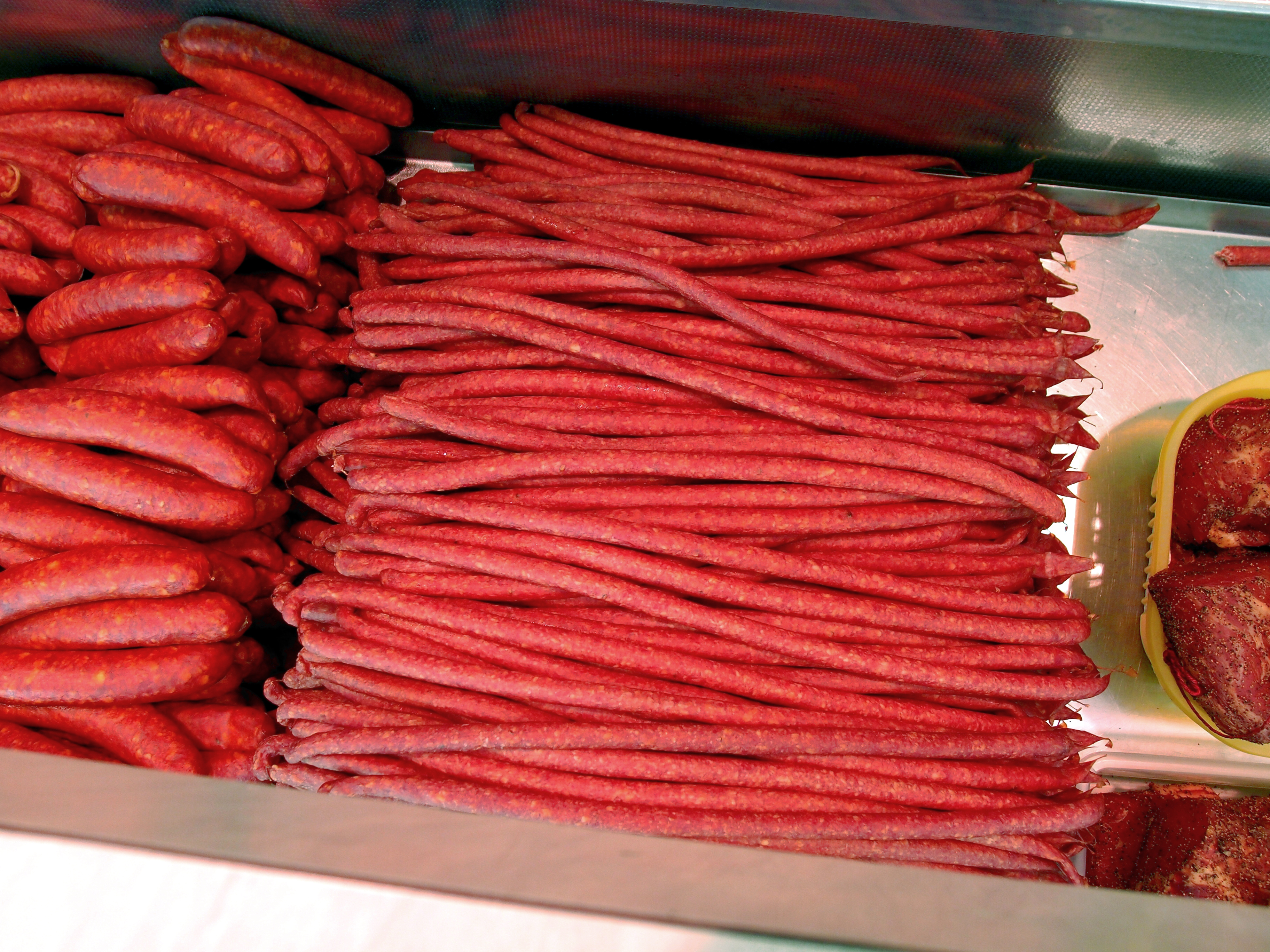
Wattwürmer in einer Wursttheke
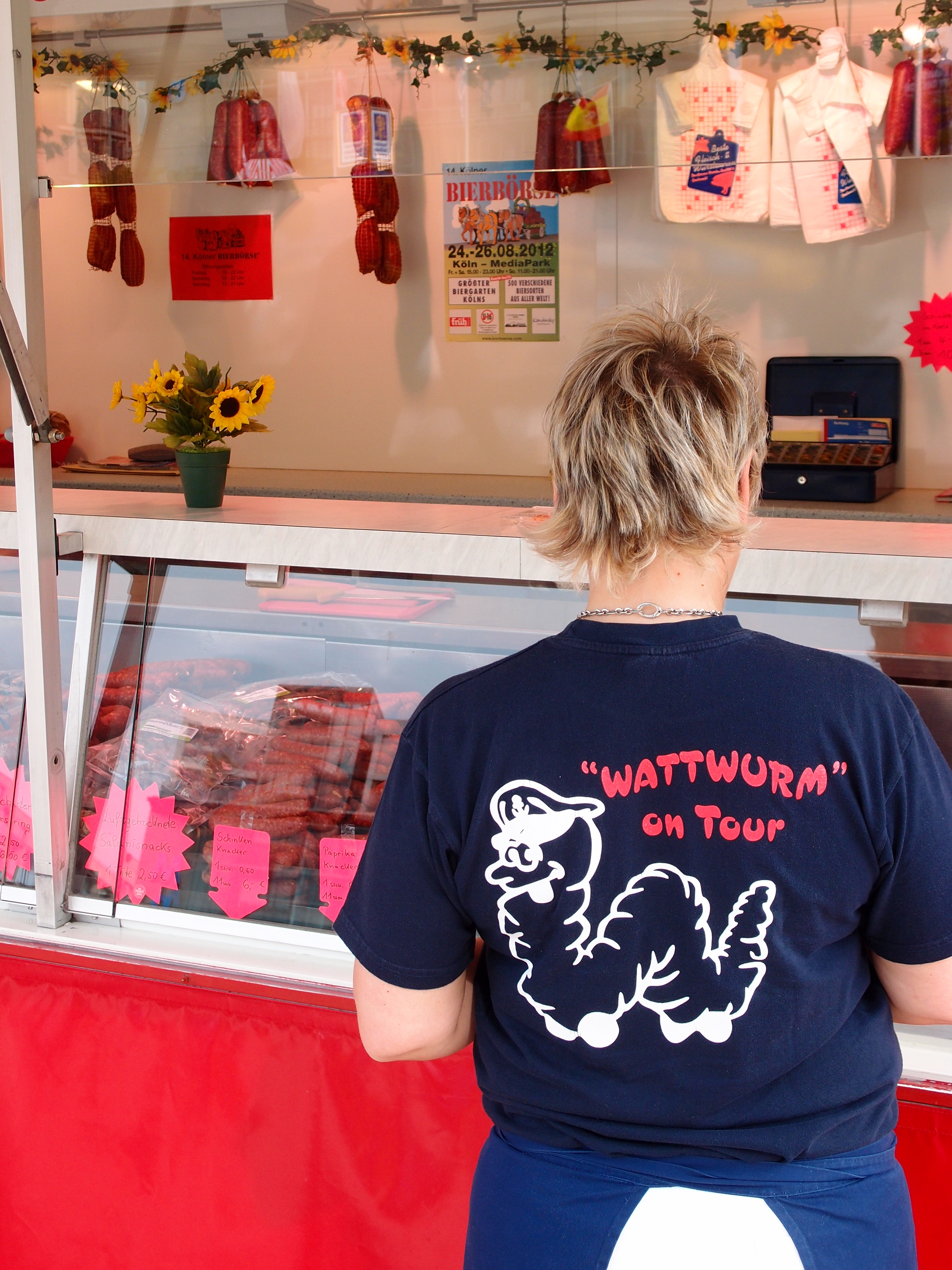
Wattwurm als Markenlogo
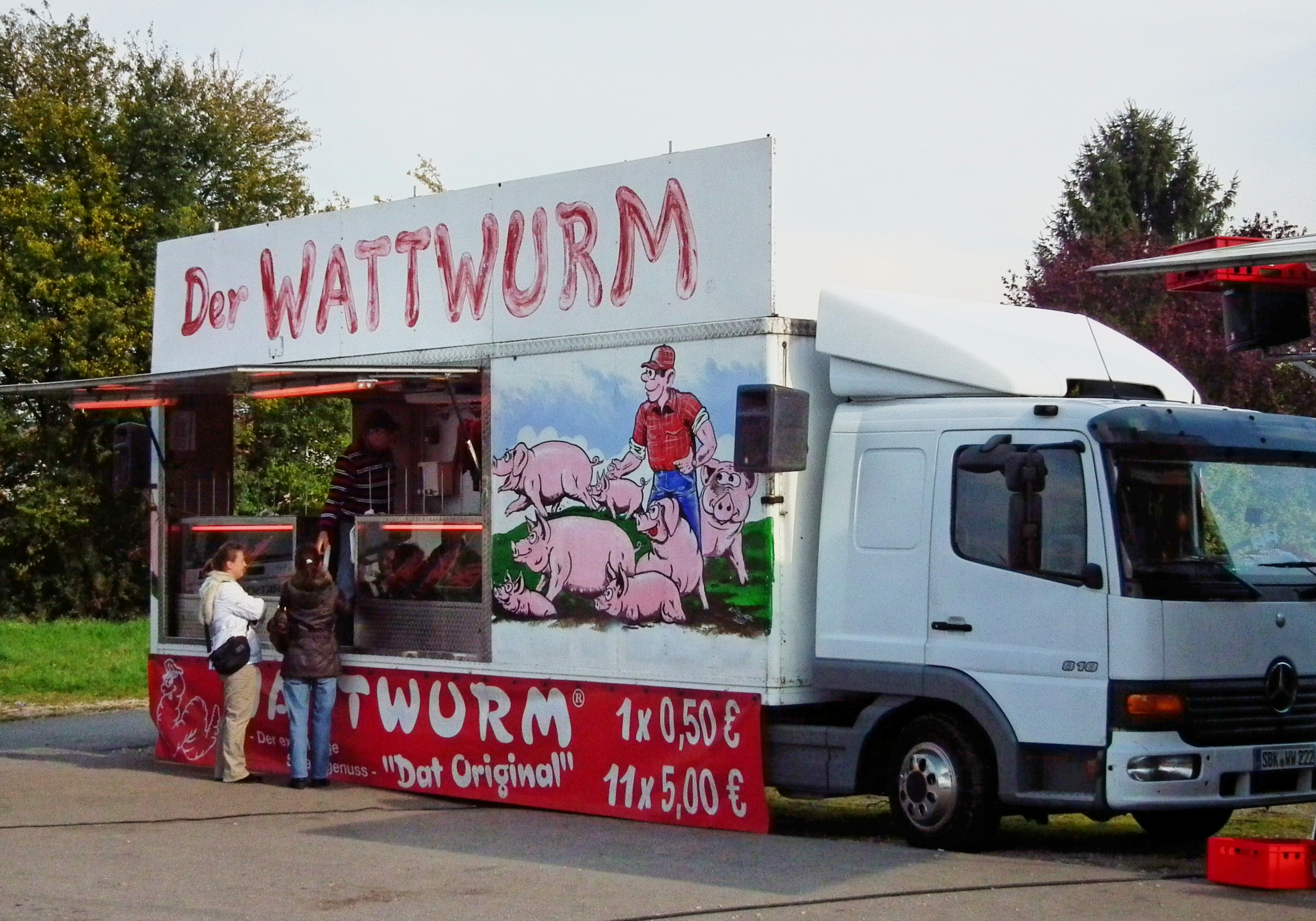
Typischer Verkaufswagen für Wattwürmer u. andere Fleischerzeugnisse
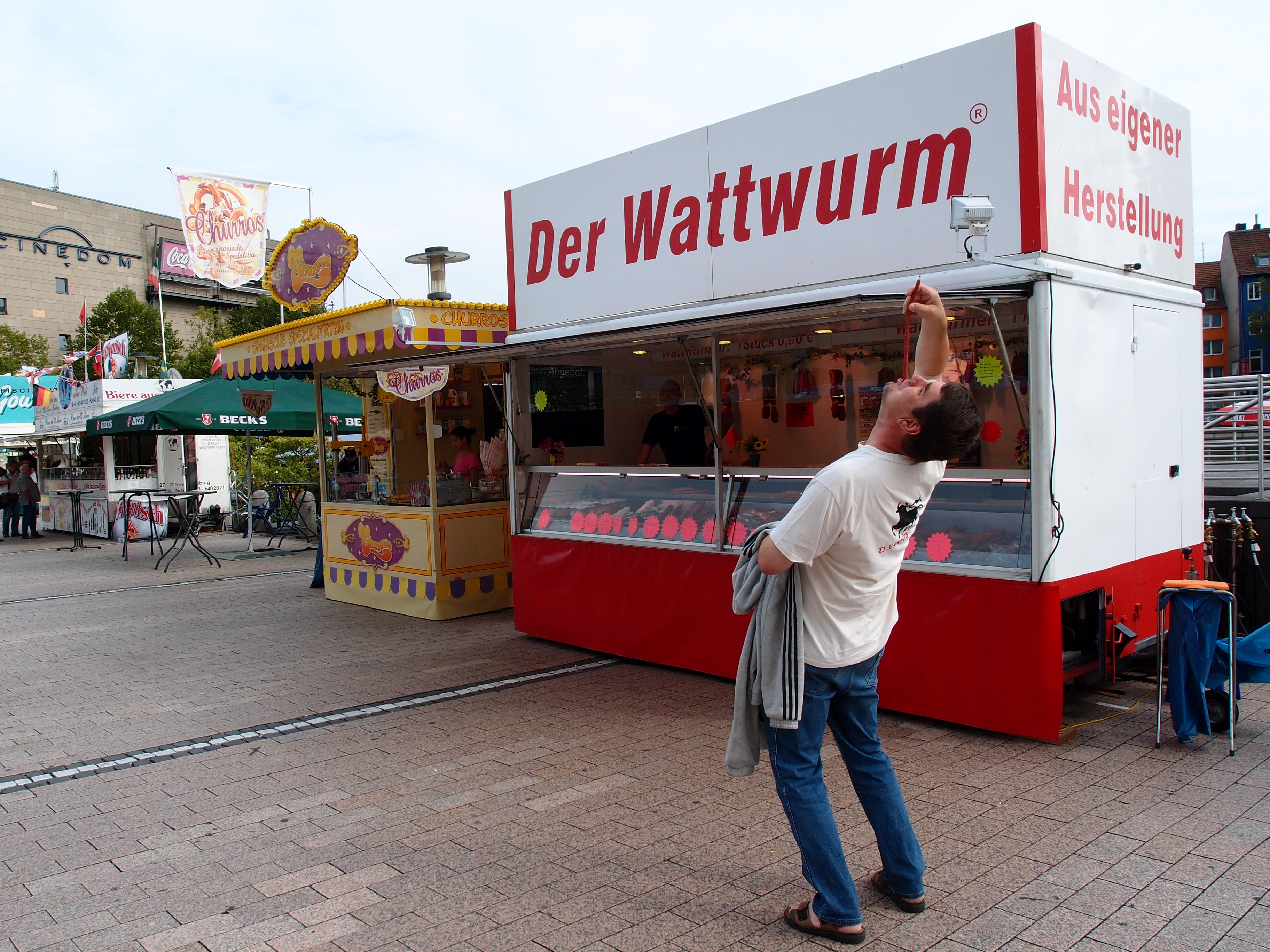
Verzehr eines Wattwurms auf der Kölner Bierbörse

## Wortherkunft
Die „Wattwürmer“ haben ihren Namen nach den im norddeutschen Watt beheimateten Wattwürmern erhalten, deren Aussehen den langen und dünnen Räucherwürstchen ähneln.

## Herstellung
Die Wurstspezialität wird aus Schweinefleisch bzw. Speck hergestellt. Die Herstellung ähnelt der von Mettwurst, wobei die Wattwürmer teils auch als „Salamispezialität“ bezeichnet werden. Dem nach Kühlung in einem Kutter bis zur feinen Körnung zerkleinerten Fleisch werden Kochsalz, Zucker, weitere Gewürze je nach Region bzw. Hersteller sowie Lebensmittelzusatzstoffe wie Konservierungs- und Antioxidationsmittel hinzugefügt. Die in dünne Därme abgefüllten Würste werden kalt geräuchert und reifen danach etwa eine Woche bis zur Verzehrfertigkeit. Der meist sehr würzige Geschmack wird von einzelnen Herstellern zusätzlich zur Zugabe bestimmter Gewürzmischungen durch eine spezielle Räucherung erzielt.